# Садигова Саялі Аллахверді-кизи
Саялі Аллахверді кизи Садигова (азерб. Sayalı Allahverdi qızı Sadıqova; нар. 22 червня 1960,  Красносельський район Вірменська РСР) — азербайджанський учений, доктор філологічних наук, старший науковий співробітник Інституту мовознавства імені Насимі НАНА.

## Біографія
Саялі Садигова народилася 22 червня 1960 року у Красносельському районі Вірменської РСР.
1981 року вона закінчила філологічний факультет Азербайджанського педагогічного інституту.
З 1984 року — молодший науковий співробітник, старший науковий співробітник, а з 2000 року — завідувач відділом термінології Інституту мовознавства імені Насимі Національної академії наук Азербайджану.

## Наукова діяльність
Саялі Садигова — автор понад 90 опублікованих наукових робіт, в тому числі 3 монографій.

### Основні наукові досягнення
- Дослідження термінологічних словосполучень в сучасній азербайджанській літературній мові в плані семантики і структури з метою визначення їх специфічних особливостей і місця в термінологічних системах.
- Визначення оптимальної системи термінотворення на основі вивчення формування й утворення термінів фізики і математики.

## Вибрані наукові праці
- Садыгова С. А. Формирование физико-математической терминологии на азербайджанском языке. — Баку: Элм, 1997. — 191 с. (рос.)
- Садыгова С. А. Терминологические словосочетания в современном азербайджанском литературном языке, образованные семантическим способом // Известия АН Азербайджанской ССР. — 1985. — С. 72–74. (рос.)
- Садыгова С. А. Сущностные типы терминологических словосочетаний. // Известия АН Азербайджанской ССР. — 1987. — С. 93–96. (рос.)
- Садыгова С. А. Способы образования физико-математических терминов // Kardash agizlar. — Анкара. — С. 146—156. (рос.)